# IC 4889
IC 4889 је елиптична галаксија у сазвјежђу Телескоп која се налази на листи објеката дубоког неба у Индекс каталогу.
Деклинација објекта је - 54° 20' 37" а ректасцензија 19h 45m 15,0s. Привидна величина (магнитуда) објекта IC 4889 износи 11,1 а фотографска магнитуда 12,1. Налази се на удаљености од 28,739 милиона парсека од Сунца. IC 4889 је још познат и под ознакама IC 4891, ESO 185-14, AM 1941-542, PGC 63620.